# Associazione Calcio Legnano 1989-1990
Questa voce raccoglie le informazioni riguardanti l'Associazione Calcio Legnano nelle competizioni ufficiali della stagione 1989-1990.

## Stagione

Massimo Rovellini, al Legnano dal 1986 al 1990 e dal 1998 al 1999

In questo nuovo campionato c'è una novità sulla panchina del Legnano: Giorgio Veneri sostituisce Mauro Bicicli, che è promosso a direttore generale dei Lilla. Sempre con l'obiettivo della promozione in Serie C1, alla luce degli ottimi risultati del girone di ritorno della stagione precedente, è deciso di confermare l'organico a fronte di qualche ritocco. Vengono acquistati il centrocampista Riccardo Rocchini e gli attaccanti Massimiliano Bongiorni e Vincenzo Corrente, mentre sul fronte partenze sono ceduti il difensore Luigi Zubiani, il centrocampista Marco Franceschetti e gli attaccanti Roberto Murgita e Fabio Scienza.
Prima dell'inizio del torneo, il Legnano chiede il ripescaggio in Serie C1 per via del fallimento di alcune società, ma senza esito. Nella stagione 1989-1990 il Legnano disputa pertanto il girone B della Serie C2, concludendolo al 5º posto in classifica con 37 punti, a 7 lunghezze dalla zona promozione e a 11 punti dalla prima delle retrocesse.
Il campionato è caratterizzato da un andamento altalenante, nonostante l'innesto del centrocampista Maurizio Calamita, che viene reso necessario dall'infortunio di Vincenzo Corrente. Degne di nota sono le 11 reti messe a segno da Massimo Rovellini, che permette al calciatore legnanese di classificarsi terzo nella graduatoria dei capocannonieri del girone. In Coppa Italia Serie C il Legnano giunge terzo nel girone B, risultato che non permette alla squadra di passare il turno.
Prima dell'inizio della stagione i Lilla sono insigniti dal CONI della Stella d'oro al merito sportivo.

## Divise e sponsor
| Casa |

## Organigramma societario
Area direttiva
- Presidente: comm. Ferdinando Villa
- Direttore generale: Mauro Bicicli

Area tecnica
- Allenatore:  Giorgio Veneri

## Rosa
| N. |                   | Ruolo | Calciatore             |
| -- | ----------------- | ----- | ---------------------- |
|    | Italia (bandiera) | A     | Massimiliano Bongiorni |
|    | Italia (bandiera) | C     | Maurizio Calamita      |
|    | Italia (bandiera) | C     | Paolo Capra            |
|    | Italia (bandiera) | D     | Alessio Cicchetti      |
|    | Italia (bandiera) | D     | Simone Cominetti       |
|    | Italia (bandiera) | A     | Vincenzo Corrente      |
|    | Italia (bandiera) | P     | Alberto Dal Molin      |
|    | Italia (bandiera) | D     | Gianluca Dall'Orso     |
|    | Italia (bandiera) | C     | Sergio Elli            |
|    | Italia (bandiera) | C     | Diego Lavelli          |

| N. |                   | Ruolo | Calciatore               |
| -- | ----------------- | ----- | ------------------------ |
|    | Italia (bandiera) | C     | Maurizio Lombardo        |
|    | Italia (bandiera) | D     | Tiziano Lunghi           |
|    | Italia (bandiera) | D     | Enrico Giuseppe Pedretti |
|    | Italia (bandiera) | C     | Riccardo Rocchini        |
|    | Italia (bandiera) | D     | Davide Roncaglia         |
|    | Italia (bandiera) | A     | Massimo Rovellini        |
|    | Italia (bandiera) | A     | Maurizio Sandri          |
|    | Italia (bandiera) | A     | Giacomo Sapienza         |
|    | Italia (bandiera) | A     | Luigi Tirapelle          |
|    | Italia (bandiera) | P     | Gianluigi Valleriani     |

## Risultati

### Serie C2 (girone B)

#### Girone d'andata
| Arbitro: | Moro (San Donà di Piave) |

|                                                      |           |  |
| Corrente 59’, 63’ Rovellini 64’ (rig.) Bongiorni 79’ | Marcatori |  |

| Arbitro: | Florio (Vasto) |

|  |           |                                           |
|  | Marcatori | 33’ Rovellini 65’ Bongiorni 80’ Tirapelle |

| Arbitro: | Di Renzo (Roma) |

|                                  |           |  |
| Angeloni 8’ (aut.) Tirapelle 75’ | Marcatori |  |

| Arbitro: | Grimaldi (Catania) |

|                                       |           |               |
| C. Rossi 58’ (rig.) Garbelli 72’, 90’ | Marcatori | 75’ Rovellini |

| Arbitro: | Collina (Viareggio) |

|              |           |  |
| I. Russo 85’ | Marcatori |  |

| Legnano 22 ottobre 1989 6ª giornata | Legnano         | 0 – 0 | Cittadella | Stadio Giovanni Mari\| Arbitro: \| Babini (Modena) \| |
| Arbitro:                            | Babini (Modena) |       |            |                                                       |

| Arbitro: | Franceschini (Bari) |

|               |           |  |
| Mantovani 64’ | Marcatori |  |

| Arbitro: | Baglieri (Tivoli) |

|               |           |              |
| Tirapelle 19’ | Marcatori | 65’ Benaglia |

| Cento 12 novembre 1989 9ª giornata | Centese            | 0 – 0 | Legnano | Stadio Loris Bulgarelli\| Arbitro: \| Ercolino (Cassino) \| |
| Arbitro:                           | Ercolino (Cassino) |       |         |                                                             |

| Arbitro: | Pisacreta (Salerno) |

|            |           |           |
| Lunghi 38’ | Marcatori | 67’ Libro |

| Suzzara 26 novembre 1989 11ª giornata | Suzzara           | 0 – 0 | Legnano | Campo Sportivo Comunale\| Arbitro: \| Lanza (Nichelino) \| |
| Arbitro:                              | Lanza (Nichelino) |       |         |                                                            |

| Legnano 3 dicembre 1989 12ª giornata | Legnano            | 0 – 0 | Pro Sesto | Stadio Giovanni Mari\| Arbitro: \| Schellino (Biella) \| |
| Arbitro:                             | Schellino (Biella) |       |           |                                                          |

| Arbitro: | Tombolini (Ancona) |

|                                   |           |  |
| Tamagnini 21’ Bovo 25’ Zanaga 60’ | Marcatori |  |

| Arbitro: | Siboni (Milano) |

|            |           |  |
| Sandri 22’ | Marcatori |  |

| Arbitro: | D'Agostini (Roma) |

|             |           |              |
| Putelli 58’ | Marcatori | 56’ Calamita |

| Arbitro: | Daneluzzi (Latisana) |

|                          |           |              |
| Sandri 41’ Rovellini 63’ | Marcatori | 75’ Balacich |

| Arbitro: | Freddi (Sassari) |

|                       |           |            |
| D'Agostino 58’ (rig.) | Marcatori | 37’ Sandri |

#### Girone di ritorno
| Arbitro: | Carozzi (Alessandria) |

|                    |           |                             |
| Mussa 47’ Caso 77’ | Marcatori | 48’ Tirapelle 65’ Bongiorni |

| Arbitro: | Di Filippo (Chieti) |

|                                    |           |                     |
| Bongiorni 20’ Rovellini 82’ (rig.) | Marcatori | 50’ (rig.) Lombardi |

| Arbitro: | Montalcini (Crotone) |

|                     |           |           |
| Monti 77’ Liset 82’ | Marcatori | 1’ Lunghi |

| Arbitro: | Ercolino (Cassino) |

|               |           |                         |
| Rovellini 67’ | Marcatori | 5’ Garbelli 38’ Turrini |

| Legnano 4 marzo 1990 22ª giornata | Legnano         | 0 – 0 | Varese | Stadio Giovanni Mari\| Arbitro: \| Scardia (Lecce) \| |
| Arbitro:                          | Scardia (Lecce) |       |        |                                                       |

| Cittadella 11 marzo 1990 23ª giornata | Cittadella        | 0 – 0 | Legnano | Stadio Piercesare Tombolato\| Arbitro: \| D'Agostini (Roma) \| |
| Arbitro:                              | D'Agostini (Roma) |       |         |                                                                |

| Arbitro: | Cavanna (Roma) |

|                             |           |  |
| Rovellini 18’ Tirapelle 77’ | Marcatori |  |

| Arbitro: | Bizzotto (Castelfranco Veneto) |

|              |           |              |
| Marchetti 7’ | Marcatori | 37’ Calamita |

| Arbitro: | Brignoccoli (Ancona) |

|                                                |           |  |
| Rovellini 5’ Tirapelle 56’ Calamita 67’ (rig.) | Marcatori |  |

| Arbitro: | Puggina (Rovigo) |

|                |           |  |
| Libro 14’, 85’ | Marcatori |  |

| Arbitro: | Grimaldi (Catania) |

|                     |           |  |
| Calamita 65’ (rig.) | Marcatori |  |

| Sesto San Giovanni 29 aprile 1990 29ª giornata | Pro Sesto     | 0 – 0 | Legnano | Stadio Breda\| Arbitro: \| Lana (Torino) \| |
| Arbitro:                                       | Lana (Torino) |       |         |                                             |

| Arbitro: | Cavicchi (Finale Emilia) |

|                         |           |            |
| Rocchini 25’ Sandri 35’ | Marcatori | 72’ Zanaga |

| Arbitro: | Minotti (Frosinone) |

|           |           |  |
| Boito 14’ | Marcatori |  |

| Arbitro: | Pola (Rovereto) |

|                                  |           |                               |
| Tirapelle 45’, 72’ Bongiorni 60’ | Marcatori | 40’ Annoni 89’ (rig.) Cicconi |

| Arbitro: | Sbrilli (Grosseto) |

|                                                             |           |                            |
| Marabotto 32’ Pecoraro 34’ Balacich 40’ F. Scienza 53’, 89’ | Marcatori | 58’ Rovellini 68’ Sapienza |

| Arbitro: | Grimaldi (Catania) |

|                                                     |           |                                      |
| Rovellini 31’, 37’ (rig.), 83’ Tirapelle 33’ (rig.) | Marcatori | 86’ (rig.) D'Agostino 90’ Tavaglione |

### Coppa Italia Serie C (girone B)
| Legnano 20 agosto 1989 1ª giornata | Legnano | 0 – 0 | Novara | Stadio Giovanni Mari |

| 23 agosto 1989 2ª giornata |  | – Turno di riposo Legnano |  |  |

| Arbitro: | Bolognino (Milano) |

|           |           |              |
| Giani 39’ | Marcatori | 42’ Corrente |

| Legnano 30 agosto 1989 4ª giornata  | Legnano   | 2 – 0 | Juventus Domo | Stadio Giovanni Mari |
| \| \| \| \| \| \| Marcatori \| . \| |           |       |               |                      |
|                                     |           |       |               |                      |
|                                     | Marcatori | .     |               |                      |

| Vercelli 3 settembre 1989 5ª giornata | Pro Vercelli | 1 – 0 | Legnano | Stadio Leonida Robbiano |
| \| \| \| \| \| \| Marcatori \| . \|   |              |       |         |                         |
|                                       |              |       |         |                         |
|                                       | Marcatori    | .     |         |                         |

| Legnano 6 settembre 1989 6ª giornata | Legnano   | 2 – 0 | Solbiatese | Stadio Giovanni Mari |
| \| \| \| \| \| \| Marcatori \| . \|  |           |       |            |                      |
|                                      |           |       |            |                      |
|                                      | Marcatori | .     |            |                      |

| Varese 10 settembre 1989 7ª giornata | Varese    | 0 – 0 | Legnano | Stadio Felice Chinetti |
| \| \| \| \| \| \| Marcatori \| . \|  |           |       |         |                        |
|                                      |           |       |         |                        |
|                                      | Marcatori | .     |         |                        |

## Statistiche

### Statistiche di squadra
| Competizione         | Punti | Totale | Totale | Totale | Totale | Totale | Totale | DR |
| Competizione         | Punti | G      | V      | N      | P      | Gf     | Gs     | DR |
| -------------------- | ----- | ------ | ------ | ------ | ------ | ------ | ------ | -- |
| Serie C2             | 37    | 34     | 12     | 13     | 9      | 41     | 34     | +7 |
| Coppa Italia Serie C | 7     | 6      | 2      | 3      | 1      | 5      | 2      | +3 |

### Statistiche dei giocatori
| Giocatore     | Serie C2 | Serie C2 |
| Giocatore     | Presenze | Reti     |
| ------------- | -------- | -------- |
| M. Bongiorni  | 24       | 5        |
| M. Calamita   | 24       | 4        |
| P. Capra      | 31       | 0        |
| A. Cicchetti  | 5        | 0        |
| S. Cominetti  | 1        | 0        |
| V. Corrente   | 2        | 2        |
| A. Dal Molin  | 5        | 0        |
| G. Dall'Orso  | 33       | 0        |
| S. Elli       | 5        | 0        |
| D. Lavelli    | 26       | 0        |
| M. Lombardo   | 25       | 0        |
| T. Lunghi     | 31       | 2        |
| E. Pedretti   | 23       | 0        |
| R. Rocchini   | 20       | 1        |
| D. Roncaglia  | 30       | 0        |
| M. Rovellini  | 33       | 12       |
| M. Sandri     | 21       | 4        |
| G. Sapienza   | 21       | 1        |
| L. Tirapelle  | 29       | 9        |
| G. Valleriani | 30       | 0        |